# 明觉镇
明觉镇，原为明觉乡，是中华人民共和国四川省广元市昭化区曾经下辖的一个镇。2019年12月，撤销明觉镇，将原明觉镇明觉社区、云峰村、利华村、鹅项村、帽壳村、五房村、前锋村所属行政区域划归射箭镇管辖，原明觉镇华丰村所属行政区域划归红岩镇管辖。

## 行政区划
明觉镇撤销前下辖以下地区：
明觉乡社区、华丰村、前峰村、利华村、五房村、鹅项村、帽壳村和云峰村。